# Gesetz über die Umwandlung von Kapitalgesellschaften
Das Gesetz über die Umwandlung von Kapitalgesellschaften (RGBl. I S. 569) wurde nach der Machtergreifung der Nationalsozialisten am 5. Juli 1934 erlassen. Das Gesetz bezweckte die Reduzierung von Kapitalgesellschaften durch Umwandlung in die Rechtsform der Personengesellschaften oder auf einen Alleingesellschafter, im Sinne einer Abkehr von anonymen Kapitalformen zur Eigenverantwortung des Unternehmers.

## Inhalt
Die nationalsozialistische Finanz- und Wirtschaftspolitik stand Kapitalgesellschaften ablehnend gegenüber. Diese bzw. ihre Gesellschafter sollten den Formwechsel zur Personengesellschaft vollziehen. Zur Umsetzung und Konkretisierung wurden nach Inkrafttreten des Gesetzes zusätzlich Durchführungsverordnungen (DVO) am 14. Dezember 1934, 17. Mai 1935 und am 2. Dezember 1936 erlassen. Um die gewünschten Umwandlungen voranzutreiben, wurden für Personengesellschaften Steuererleichterungen bei der Umsatzsteuer und Gewerbesteuer geschaffen; dagegen wurde die Körperschaftsteuer für Kapitalgesellschaften von 20 auf 30 Prozent erhöht.

## Auswirkung
In der Folge sank die Zahl der primär mittelständischen GmbHs von 1934 bis 1936 von 55.000 auf 26.000. Prominente Beispiele für den Wechsel der Rechtsform nach Inkrafttreten des Gesetzes waren unter anderem die Chiffriermaschinen AG und die Robert Bosch GmbH. Auch kommunale Versorger wie das Wasserwerk Teufelssee wandelte die Rechtsform 1937.

## Umgang mit dem Gesetz nach 1945
Das Gesetz wurde nach der deutschen Kapitulation im Mai 1945 durch die Kontrollratsgesetze in der Folgezeit aufgehoben.